# Yūko Mori
Pour les articles homonymes, voir Mori.
Yūko Mori (森 裕子, Mori Yūko), née le 20 avril 1956, est une femme politique japonaise, représentant la préfecture de Niigata à la Chambre des conseillers du Japon pour plusieurs partis politiques, d'abord pour le Parti libéral puis pour le Parti démocrate du Japon.

## Jeunesse, études et carrière pré-électorale
Mori naît le 20 avril 1956 à Niigata, dans la préfecture du même nom. Elle effectue des études supérieures en sciences humaines à l'université de Niigata, dont elle sort diplômée en 1983. Elle commence sa carrière professionnelle en tant qu'enseignante, spécifiquement dans les langues. En 1993, elle rejoint un lycée dans la ville de Niigata.

## Carrière électorale
En 1999, Mori commence sa carrière politique au conseil municipal de Niigata, sous les couleurs du Parti libéral du Japon. Elle fait partie d'un groupe de politiciens japonais appelés les « Enfants d'Ozawa (ja) », et plus spécifiquement les « Filles d'Ozawa », des jeunes femmes politiques initiées à la politique par Ichirō Ozawa, président du PDJ jusqu'en 2009. Ce terme fait référence aux Enfants de Koizumi, équivalent du Parti libéral-démocrate au pouvoir jusqu'en 2009.

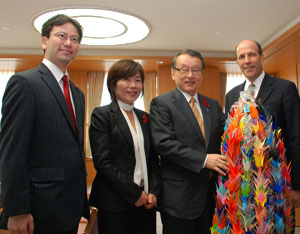
Mori, aux côtes de Masaharu Nakagawa, alors ministre de l'Éducation, et de John Roos, ambassadeur des États-Unis au Japon, en 2011.

En 2001, elle se porte candidate aux élections de la Chambre des conseillers de la même année dans la circonscription électorale de la préfecture de Niigata, toujours sous les couleurs du Parti libéral. Elle remporte cette élection, et fait son entrée à la Diète du Japon. Réélue en 2007, cette fois sous l'étiquette du Parti démocrate du Japon, elle rejoint en 2011, le gouvernement Noda, au poste de vice-ministre chargée de l'Éducation, de la Culture, des Sports, des Sciences et de la Technologie. Néanmoins, en désaccord fondamental avec le gouvernement Noda concernant le projet de loi visant à augmenter la taxe sur la consommation, elle démissionne du gouvernement en le 4 avril 2012,, est remplacée par Miho Takai, et quitte le PDJ aux côtés d'Ozawa et d'autres proches de ce dernier, comme Eiko Okamoto, en juillet. La même année, elle contribue à la création du Priorité à la vie du peuple, qui fusionne rapidement avec le Parti du futur du Japon. Dès la fin de l'année 2012, ce parti se scinde en deux factions, et Mori quitte le PFJ, pour créer le Parti de la vie du peuple, dont elle prend la présidence. Elle est candidate à sa réélection en 2013, sous l'étiquette du PVP, mais échoue à conserver son siège. 
Elle se représente à Niigata lors des élections à la chambre des conseillers du Japon de 2016, cette fois en tant que candidate unifiée des partis d'opposition. Elle remporte cette élection, fait son retour à la Diète, et rejoint le nouveau Parti libéral peu après son élection,. En 2018, elle est nommée secrétaire générale du parti, après l'élection de Denny Tamaki au poste de gouverneur d'Okinawa. Elle rejoint ensuite en 2020, le Parti démocrate constitutionnel. De nouveau candidate lors des élections à la Chambre des conseillers du Japon de 2022, toujours dans la circonscription de Niigata et cette fois avec l'investiture du PDC, elle perd néanmoins à nouveau son siège, face au candidat du Parti libéral-démocrate Kazuhiro Kobayashi (ja). 
En 2025, Mori est annoncée par le PDC comme étant de nouveau candidate à la Chambre des conseillers pour l'élection de la même année, cette fois dans la circonscription proportionnelle. À l'issue de ce scrutin, elle est élue, et effectue un retour à la Diète.

## Prises de positions
Mori se déclare opposée à une révision de la Constitution antimilitariste japonaise, révision soutenue par le Parti libéral-démocrate.
Fortement opposée à la reprise des activités des centrales nucléaires japonaises, elle lutte contre l'utilisation de l'énergie nucléaire, qu'elle soit militaire ou civile.
Mori se déclare strictement opposée à la visite de personnalités politiques au sanctuaire Yasukini, sanctuaire shinto, symbole du passé colonialiste du Japon et des nationalistes.
Sur le plan sociétal, Mori se déclare favorable à la légalisation du mariage des personnes de même sexe, à l'introduction d'un système de quotas favorisant l'accession des femmes à des postes plus important, ainsi qu'à la mise en place d'une législation permettant aux conjoints de conserver leurs noms après le mariage. Elle soutient également le maintien des femmes dans la famille impériale japonaise, même après leur mariage, ainsi que l'ascension d'une femme sur le trône de Chrysanthème.